# Старе Калішани
Старе Калішани (пол. Stare Kaliszany) — село в Польщі, у гміні Юзефув-над-Віслою Опольського повіту Люблінського воєводства.
Населення — 97 осіб (2011).

## Демографія
Демографічна структура станом на 31 березня 2011 року:
|          | Загалом | Допрацездатний вік | Працездатний вік | Постпрацездатний вік |
| -------- | ------- | ------------------ | ---------------- | -------------------- |
| Чоловіки | 44      | 9                  | 28               | 7                    |
| Жінки    | 53      | 9                  | 28               | 16                   |
| Разом    | 97      | 18                 | 56               | 23                   |